# Proroctwo kamieni
Proroctwo Kamieni (fr. La Prophétie des pierres) – powieść fantasy dla młodzieży autorstwa Flavii Bujor, wydana w 2002 roku we Francji; jej autorka w roku ukazania się utworu skończyła 14 lat. Powieść stała się bestsellerem we Francji i Niemczech. Prawa do jej publikacji zostały sprzedane 20 wydawcom; nakład w USA wyniósł 65 tys. egzemplarzy. W Polsce Proroctwo kamieni ukazało się w 2005 roku.

## Fabuła
Opowiada o losach trzech dziewczyn. Wszystkie mają po czternaście lat i muszą uratować świat przed mrokiem i złem. Magiczne kamienie, które dostają w dniu czternastych urodzin, dają im wielką siłę. Zanim jednak uratują Czaroświat, magiczną krainę, która zostaje opanowana przez armię mroku, muszą przejść wiele prób i udowodnić, że są warte zaufania, jakim je obdarzają inni.